# Comissão das Nações Unidas para os Crimes de Guerra
Comissão das Nações Unidas para os Crimes de Guerra, anteriormente chamada de Comissão das Nações Unidas para a Investigação de Crimes de Guerra, esteve entre organizações responsáveis pelos mais de 2 000 julgamentos de crimes no pós Segunda Guerra. A organização foi formada em 1943, sendo conduzida por 15 tribunais nacionais junto com uma comissão internacional de crimes de guerra formada pelos mesmos países. A organização ainda possuía um caráter mais humanitário em relação aos desfavorecidos pela Guerra, colaborando na formação de conceitos como crimes contra a humanidade.

## O ideal
Com a ideia de ajudar os feridos em guerra, independente da nacionalidade, Henry Dunant mobilizou meios de ajudar os feridos da batalha de Solferino em 1859. Posteriormente, Dunant buscou expor seus ideais humanistas em um livro chamado Lembranças de Solferino. Nele, o comerciante suíço reconheceu a necessidade da formação de comitês para socorrer as vítimas de batalhas. Em 1863 Dunant foi um dos fundadores do Comitê Internacional da Cruz Vermelha.
Em 1901, Henry Dunant foi premiado com o primeiro nobel da paz. Henry Dunant foi a personificação das incipientes preocupações internacionais com um tratamento justo e regulamentado da guerra.

A expressão latina Jus ad bellum, de origem latina, serve para designar a noção de direito à guerra. Da antiguidade ao século XIX, a guerra era um ato lícito, caso esta fosse justa. Posteriormente, a guerra tornou-se somente lícita para casos de legítima defesa do Estado e atualmente também como recurso da ONU para manter ou restaurar a paz.

Por sua vez, o Jus In bello é a normatização que se aplica aos conflitos. Para a regulamentação dos conflitos, convenções foram feitas para se formarem direitos de guerra e humanitários.

### Direito da Haia
O Direito da Haia é que se denomina “Direitos de guerra”. Foram estipulados com o objetivo de: regular o uso de armas de alto potencial de destruição; proteger a propriedade privada e os bens culturais, impedir certos tipos de ação bélica e contra certas pessoas, entre outros regulamentos.

### Direito de Genebra
O Direito de Genebra, por sua vez, seria o “Direito Humanitário”. Estes implicam mais diretamente nas práticas iniciadas com Henry Dunant, de cuidados com os feridos e afetados pelas guerras. Movimento Internacional da Cruz Vermelha e do Crescente Vermelho é um exemplo de organização o qual age em prol do Direito de Genebra, buscando ajudar as mais diversas sociedades nacionais sem olhar a quem.

## Origem e organização
A UNWCC foi resultado direto de debates em torno do que se fazer com as atrocidades cometidas pelo Eixo na Segunda Guerra. Formada por 17 nações, a UNWCC possuía uma complexa estrutura de comitês e subcomitês.
Dentre estes, 3 comitês serviram de base ao trabalho da organização: Comitê I para examinar as evidências enviadas à UNWCC; Comitê II gerenciava a detenção, manutenção e punição dos perpetradores dos crimes; e o Comitê III, o qual manejava o desenvolvimento de uma lei criminal internacional.
A UNWCC realizou 3.470 julgamentos. Desses, 2.857 casos foram condenados.

## Ecos da UNWCC
Mesmo finalizada em 1948, o extenso trabalho da UNWCC serviu de fonte para a criação de mais laços comumente internacionais sobre as percepções de leis criminais. Isso pode ser de grande uso na atualidade, devido ao seu caráter pioneiro, colaborando, por exemplo, nas concepções internacionais sobre o conceito de crimes contra a humanidade. Tema ainda contemporâneo, se se considerar a recente realização de tribunais para julgar os crimes de guerra na finada Iugoslávia na década de 90. Apesar disso, a UNWCC permanece virtualmente desconhecida atualmente, devido ao bloqueio dos arquivos pelas nações. O foco permanece no famigerado tribunal de Nuremberg, sendo que este não foi o único da época.